# 黙って抱いて
『黙って抱いて』（だまってだいて、Sois Belle et Tais-Toi）は1958年のフランスの映画。
主演はミレーヌ・ドモンジョ。また、デビューして間もないアラン・ドロンとジャン＝ポール・ベルモンドが共演している作品である。

## ストーリー
ある夜、パリのヴァンドーム広場の宝石商からエメラルドが強奪された。若い警部のジャンはエメラルドを盗んだギャングを捜査し、その一味であるヴィルジニーを捕えるが、美しい彼女に惚れてしまい求婚をする。
ヴィルジニーは一度拒絶するものの、彼の男らしさに心奪われ結婚を承諾。彼女はまともな生活を始めるが、以前拘置所から脱走した際に助けられ仲間に入ったそのギャングと離れるわけにいかず、こっそり彼らの仕事の手伝いを続ける。
そのうちヴィルジニーの足どりを追って、ジャンはギャング達が密輸したカメラの中にエメラルドが隠されているのを見つけ、謎だったギャングのボスも判明する。すっかり夫に惚れ込んでいたヴィルジニーは仲間に協力してもらい、ジャンにギャングのボスであるシャルマーニュを逮捕させることに成功。ジャンは黙ってヴィルジニーを抱く。何か言おうとするヴィルジニーにジャンは「美しく、そして黙って」とささやいた。

## キャスト
※括弧内は日本語吹替（初回放送1969年12月11日『木曜洋画劇場』）
- ヴィルジニー：ミレーヌ・ドモンジョ（池田昌子）
- ジャン：アンリ・ヴィダル（堀勝之祐）
- ルルー：アラン・ドロン（山田康雄）
- ピエガ：ジャン＝ポール・ベルモンド（富山敬）
- ラファエル：ルネ・フェーブル（納谷悟朗）